# John Richard Sheets
John Richard Sheets SJ (* 21. September 1922 in Omaha, Nebraska; † 16. April 2003) war ein US-amerikanischer römisch-katholischer Ordensgeistlicher und Weihbischof in Fort Wayne-South Bend.

## Leben
John Richard Sheets trat der Ordensgemeinschaft der Jesuiten bei und empfing am 17. Juni 1953 das Sakrament der Priesterweihe.
Am 14. Mai 1991 ernannte ihn Papst Johannes Paul II. zum Titularbischof von Murcona und zum Weihbischof in Fort Wayne-South Bend. Der Bischof von Fort Wayne-South Bend, John Michael D’Arcy, spendete ihm am 17. Mai desselben Jahres die Bischofsweihe; Mitkonsekratoren waren der Erzbischof von Indianapolis, Edward Thomas O’Meara, und der emeritierte Weihbischof in Fort Wayne-South Bend, Joseph Robert Crowley.
Am 23. September 1997 nahm Johannes Paul II. das von John Richard Sheets aus Altersgründen vorgebrachte Rücktrittsgesuch an.